# Theaterstücke von Astrid Lindgren
Astrid Lindgren hat neben ihren Büchern einige Theaterstücke verfasst. Ein Teil basiert auf ihren Büchern, andere wurden nur für das Theater verfasst. Da so gut wie alle von Astrid Lindgrens Werken auf Theaterbühnen inszeniert wurden, behandelt diese Seite nur die Theaterstücke, deren Drehbücher auch von Astrid Lindgren stammen. Viele von diesen Werken wurden in Schweden in den Büchern Sex Pjäser för barn och ungdom (1950), Serverat, Ers Majestät! (1955) und Pjäser för barn och ungdom. Andere Samlingen (1968) veröffentlicht. Die allermeisten dieser Werke wurden nicht ins Deutsche übersetzt. Darunter sind auch Geschichten von bekannten Figuren, wie Kalle Blomquist oder Pippi Langstrumpf, die nur fürs Theater geschrieben wurden und nicht als Prosa veröffentlicht wurden.

## Theaterstücke

### Kalle Blomkvist, Nisse Nöjd och Vicke på Vind
Kalle Blomkvist, Nisse Nöjd och Vicke på Vind (Kalle Blomkvist, Nisse Nöjd und Vicke på Vind), auch Mästerdetektiven Blomkvist på nya äventyr, ist ein Theaterstück von Astrid Lindgren.
Charaktere
- Kalle Blomkvist
- Anders Bengtsson
- Eva-Lotta Lisander
- Benka Forsberg
- Jonte
- Sixtus
- Hilda Krikonblad
- Hulda Krikonblad
- Nisse Nöjd
- Vicke på Vind
- Polizist Rudolf Rask

Handlung
Kalle, Anders und Eva-Lotta von der weißen Rose kämpfen mit der roten Rose (Benka, Jonte und Sixtus) um den Großmummrich, einen magischen Stein. Da kommen eines Tages die Musiker Nisse Nöjd und Vicke på Vind in die Stadt. Sie spielen Musik und wollen damit Geld verdienen. Doch das Geld reicht nicht aus und so beschließen sie Hulda zu entführen, die gutherzige Tante von Kalle, die mit ihrer reichen Schwester Hilda in einer Villa lebt. Damit wollen sie Geld von Hilda erpressen. Doch anstatt Hulda zu entführen, entführen sie Hilda. Mit Hilda haben die Verbrecher kein leichtes Spiel. Sie verursacht diesen einige Schwierigkeiten, wehrt sich aus Leibeskräften, schmeißt das Geschirr der Entführer kaputt usw. Außerdem kann ihre Schwester Hulda nicht das geforderte Geld aufbringen. Als Kalle droht die Entführer aufzuspüren, wird auch er von diesen gefangen und eingesperrt. Während sich Kalle zuvor mit seiner Tante Hilda überhaupt nicht gut verstand, freundet er sich während der Zeit der Gefangenschaft mit dieser an. Währenddessen schließen sich die Mitglieder der weißen und der roten Rose zusammen um Hulda zu helfen und Hilda und Kalle zu finden. Es gelingt ihnen schließlich das Versteck der Entführer ausfindig zu machen sowie Kalle und Hilda zu befreien. Die Entführer hingegen werden von der Polizei in Gewahrsam genommen.
Hintergrund
1948 schrieb Astrid Lindgren das Theaterstück. Dieses prämierte 1950 am Vår Teater in Stockholm. 1966 erschien der schwedische Film Mästerdetektiven Blomkvist på nya äventyr, der auf dem Theaterstück basiert. 1968 wurde das Theaterstück in dem Buch Pjäser för barn och ungdom. andra samlingen veröffentlicht. Auch 60 Jahre nach Erstveröffentlichung wird das Stück noch immer auf schwedischen Theaterbühnen gezeigt. Das Theaterstück wurde unter verschiedenen Titeln aufgeführt: Kalle Blomkvist, Nisse Nöjd och Vicke på Vind und Mästerdetektiven Blomkvist på nya äventyr. Außerdem erschien mit Som dom gör i Amerika eine Kurzfassung des Theaterstücks. Das Theaterstück basiert auf einer Geschichte von Kalle Blomkvist. Sie wurde ins Russische übersetzt.
Rezeption
Dramadirekt glaubt, dass im Gegensatz zu den dunkleren Untertönen der Bücher das Theaterstück eher satirischer Natur sei. Außerdem ständen die Kinder für Verantwortung und Vernunft, während die Erwachsenen als egoistisch oder naiv dargestellt würden. Carina Bergius von Södermanlands Nyheter lobt die starken Dialoge in dem Theaterstück. Sie findet, dass die Aufführung das Publikum zum Lächeln und Lachen bringt.

#### Som dom gör i Amerika
Som dom gör i Amerika (Wie sie es in Amerika machen) ist die Kurzfassung des Theaterstücks. Kalle Blomquist und seine Freunde erscheinen hier nicht. Die Handlung ist wie folgt: Die Straßenmusiker Nisse und Vicke wollen Hulda entführen, um von deren reichen Schwester Geld zu erpressen. Allerdings ruft Hulda nach der Polizei. Der Polizist Rask stellt die Verbrecher noch vor dem Haus, ohne dass Hilda etwas von alledem mitbekommt. So werden die Entführer bereits aufgehalten, bevor sie jemanden entführen können. Diese Version des Theaterstücks unterscheidet sich somit erheblich von der Originalversion. Som dom gör i Amerika wurde 1984 in dem schwedischen Buch Barnteater i en akt von Ingvar Holm & Ulla-Britt Janzon herausgebracht.

### Mästerdetektiven Kalle Blomkvist: För kasperteater två korta akter
Mästerdetektiven Kalle Blomkvist: För kasperteater två korta akter (Meisterdetektiv Kalle Blomkvist: Für das Kaspertheater in zwei kurzen Akten) ist ein Theaterstück von Astrid Lindgren.
Charaktere
- Kalle Blomkvist, 13 Jahre alt
- Polizist Björk
- Frau Frida Fagerlund
- Bankräuber

Handlung
Schutzmann Björk sucht aufgeregt nach dem Meisterdetektiv Kalle Blomkvist. Das gesamte Geld aus der Bank wurde gestohlen.
Eine Stunde zuvor hat ein maskierter Mann mit Pistole die Bank ausgeraubt. Er hat mit der Pistole auf die Kassiererin gezielt und diese gezwungen ihm das gesamte Geld zu geben.
Nun bittet Björk Kalle ihm zu helfen den Dieb zu fangen. Kalle glaubt, dass sich der Dieb nun verkleidet hat, damit die Polizisten ihn nicht erkennen und festnehmen kann. Laut Kalle könnte der Dieb sich sogar als alte Dame verkleidet haben, damit er nicht erkannt wird.
Plötzlich kommt eine alte Dame namens Frida Fagerlund vorbei. Sie hält eine quadratische Tasche in der Hand. Die Tasche ist groß genug um das Geld vom Raub darin verstecken zu können. Daher hält Kalle die Dame für den Dieb. Außerdem sieht es so aus, als würde Frau Fagerlund eine Perücke tragen. Kalle glaubt, dass sie sich nur als alte Dame verkleidet hat. Er beschließt sich anzuschleichen und ihr die Perücke vom Kopf zu ziehen. Doch kaum hat er die Haare zu fassen bekommen stellt er fest, dass diese echt sind. Frau Fagerlund ist fassungslos über diesen frechen Jungen und beschließt zur Polizei zu gehen, um diesen anzuzeigen. Auch Kalle macht sich auf die Suche nach Björk.
Der echte Bankdieb schleicht derweil durch die Straßen. Björk sieht ihn sofort und möchte ihn stoppen, doch der Bankräuber bedroht ihn mit seiner Pistole. Während Björk versucht den Bankräuber abzulenken, schleicht sich Kalle von hinten an diesen heran. Als erstes entreißt Kalle dem Bankräuber die Waffe und schmeist diese weit weg. So kann der Bankräuber sie nicht mehr mit der Waffe bedrohen. Der Bankräuber reißt sich los, Kalle und Björk rennen hinterher. Da kommt Frau Fagerlund plötzlich um die Ecke. Der Bankräuber rennt direkt auf sie zu und stößt sie um. Dabei fällt er. Kalle und Björk, die direkt hinter ihm sind fallen ebenfalls. Der Bankräuber liegt plattgedrückt unter ihnen. Er sagt, dass er aufgibt. Björk nimmt den Bankräuber in Haft.
Hintergrund
Astrid Lindgren schrieb das Puppentheaterstück in den 1950er Jahren. 1955 wurde das Theaterstück in dem schwedischen Buch Serverat, Ers Majestät! veröffentlicht. Herausgebracht wurde das Buch von Lindgrens Freundin Elsa Olenius, einer Vorreiterin im Kindertheater. Diese hatte bereits zuvor einige von Lindgrens Theaterstücken inszeniert, darunter zum Beispiel Stücke über Pippi Langstrumpf. Die Geschichte wurde nicht ins Deutsche übersetzt.

### Serverat, Ers Majestät!
Serverat, Ers Majestät! (Serviert, Euer Majestät!) ist ein Theaterstück von Astrid Lindgren.
Charaktere
- König
- Prinzessin Blendagull
- Küchenjunge Vicke Vire
- Graf Gyllenbubbla
- Graf Silverpluska
- Hexe
- Hofdamen
- Höflinge

Handlung
Die Grafen Gyllenbubbla und Silverpluska möchten den König stürzen. Daher suchen sie eine Hexe auf. Diese gibt ihnen eine verzauberte Pille. Die Pille wollen sie in einen Kuchen für den König einbacken. Sobald der König den Kuchen gegessen hat, soll er zunächst einschlafen und dann alles tun, was ihm gesagt wird. So hoffen die Grafen den König ins Gefängnis werfen zu können. Dann soll einer von ihnen Prinzessin Blendagull heiraten und König werden, die beiden sind sich nur noch nicht einig, wer von ihnen. Jedoch werden ihre Pläne von der Prinzessin Blendagull und dem Küchenjungen Vicke Vire belauscht. Während Prinzessin Blendagull ihrem Vater, dem König, von dem belauschten Gespräch berichtet, geht Vicke Vire zur Hexe. Die Hexe gibt Vicke zwei Pillen, die Lügen und Falschheit aufdecken können. Wenig später bringen die Grafen dem König den Kuchen mit der verzauberten Tablette. Der König isst den Kuchen, spuckt die Pille aber heimlich aus. Derweil essen die Grafen jeweils ein Stück Kuchen mit Vickes Falschheitspillen. Dann tut der König so, als würde er laut schnarchen. Er wird von den Grafen geweckt. Diese glauben, dass die Pille ihre beabsichtige Wirkung entfaltet hat. Sie wollen den König ins Gefängnis bringen. Der König spielt mit und folgt den Grafen. Jedoch hat Vicke bereits die Höflinge kontaktiert. Diese lassen den König frei und nehmen anstatt dessen die Grafen gefangen. Als der König mit der Todesstrafe droht, beginnen die Grafen zu weinen und sagen, dass das Ganze nur ein Scherz war. Kaum jedoch haben sie das gesagt rufen sie Kuckuck, denn nun haben Vickes Pillen ihre Wirkung entfaltet und sie müssen jedes Mal Kuckuck sagen, wenn sie lügen. Letztendlich vergibt der König den Grafen. Er ernennt Graf Silverpluska zum Schatzmeister und Graf Gyllenbubbla zum Buchhalter. Niemals wird er loyalere und ehrlichere Diener bekommen können. Die kleinsten Falschheiten und Lügen wird sofort durch ihr Kuckuckrufen aufgedeckt!
Hintergrund
Astrid Lindgren schrieb das Theaterstück. Das Stück ist ungefähr 45 Minuten lang. 1965 wurde das Theaterstück aufgezeichnet und im schwedischen Fernsehen auf SVT1 gezeigt. 1968 wurde das Theaterstück in dem Buch Pjäser för barn och ungdom. andra samlingen veröffentlicht. Dieses erschien beim Verlag Rabén & Sjögren. Auch 60 Jahre nach Erstveröffentlichung wird das Stück noch immer auf schwedischen Theaterbühnen gezeigt. Außerdem wurde das Theaterstück in andere Sprachen übersetzt, zum Beispiel ins Finnische, oder Dänische. Die Geschichte wurde unter anderem ins Russische, aber nicht ins Deutsche übersetzt.

### En fästmö till låns
En fästmö till låns (Eine Verlobte zum Ausleihen) ist ein Theaterstück von Astrid Lindgren.
Charaktere
- Julius Julén
- Tante Eufemia
- Karin Vinge
- Harald Engberg
- Julia Jönsson

Handlung
Julius Julén studiert Ornithologie. Das Studium wird durch dessen Tante Eufemia finanziert. Allerdings möchte Tante Eufemia, dass Julius bald heiratet. Sie hat ihm deshalb erklärt, dass sie ihn nur weiter finanziert, wenn er vor seinem 25. Lebensjahr eine Verlobte findet. Jedoch ist Julius bereits 25 Jahre alt und seine Tante setzt ihn unter Druck. Daher schreibt er dieser in einem Brief, dass seine Mitbewohnerin Karin Vinge seine Verlobte ist, ohne selbiger davon zu erzählen. Wenig später kündigt Tante Eufemia ihren Besuch an. Im Eilverfahren berichtet Julius Karin davon, was er getan hat. Karin ist davon wenig begeistert, vor allem weil sie mit Harald Engberg bereits einen Verlobten hat. Trotzdem versucht sie Julius bei dessen Aktion zu unterstützen. Allerdings konnte Julius Karin nicht alles erzählen, was er seiner Tante in dem Brief geschrieben hat, so kommt es zu einigen Missverständnissen. Die Situation wird umso komplizierter als auch noch Karins Verlobter Harald auftaucht. Außerdem versucht Julius Mitbewohnerin Julia immer wieder vergeblich Julius Aufmerksamkeit zu erregen.  Als Julia hört, dass Julius sich mit Karin verlobt hat, ist sie schockiert. Die beiden unterhalten sich. Julia erklärt, dass sie immer dachte Julius sei anders als die anderen Männern und dass sie sich in ihn verliebt hatte. Jetzt sei sie jedoch total entsetzt, da er Karin den Verlobten ausgespannt habe. Nun erzählt Julius, dass er gar nicht mit Karin verlobt ist. Die beiden tauschen sich weiter aus und Julius erkennt, dass Julia den Vorstellungen seiner Traumfrau ziemlich nahe kommt. So spielt sie die Harfe und liebt Vögel genau wie er. Er verlobt sich mit ihr. Gerade, als die beiden sich umarmen, kommt Tante Eufemia ins Zimmer. Sie ist entsetzt, dass ihr Neffe mit zwei Frauen gleichzeitig flirtet. Julius erklärt ihr, dass er nur Julia liebt und Karin an Harald interessiert ist. Tante Eufemia akzeptiert nun die Verlobung von Julia und Julius. Sie schließt die beiden in ihr Herz.
Hintergrund
Astrid Lindgren schrieb das Theaterstück in den 1940er Jahren. Das Stück ist ungefähr 60 Minuten lang. 1950 wurde es erstmals in dem Buch Sex Pjäser för barn och ungdom herausgebracht. Dieses erschien beim Verlag Rabén & Sjögren. Auch 60 Jahre nach Erstveröffentlichung wird das Stück noch immer auf schwedischen Theaterbühnen gezeigt. Außerdem wurde das Theaterstück in andere Sprachen übersetzt, zum Beispiel ins Rumänische, oder Finnische. Die Geschichte wurde nicht ins Deutsche übersetzt.
Rezeption
Die Redaktion der Alands Tidningen findet, dass En fästmö till lans ein gut gespieltes Comedy-Stück mit schönen musikalischen und tanzenden Elementen ist. Außerdem rege es zum Lachen an.

### Huvudsaken är att man är frisk
Huvudsaken är att man är frisk (Hauptsache, man ist gesund) ist ein Theaterstück von Astrid Lindgren.
Charaktere
- Monika, ein 16-jähriges Mädchen
- Lena, ein 16-jähriges Mädchen
- Nobban, Lenas 11-jährige Schwester
- Göran, Lenas und Nobbans 18-jähriger Bruder
- Klas Berggren, Görans 18-jähriger Freund
- Fritjof Karlsson-Rask-Fagerlund, ein Räuber
- Överkonstapel Blomkvist, Oberwachtmeister
- Konstapel Alfredsson, Wachtmeister

Handlung
Lena und Monika sind allein mit Lenas Schwester Nobban im Ferienhaus. Nobban ist erst elf Jahre und geht den Schwestern auf die Nerven. Nobban ist gut gelaunt und lebt nach dem Motto Hauptsache, man ist gesund. Nicht einmal das trostlose Wetter trübt ihre Stimmung.
Die Mädchen hören Radio. Dort hören sie, dass ein gefährlicher Raubmörder in der Gegend umherzieht. Während Monika und Lena in ein Geschäft gehen, bleibt Nobban allein zu Hause. Wenig später kommt Klas, ein Freund von Nobbans Bruder Göran, in das Haus. Nobban glaubt zunächst, dass dies der Raubmörder ist, erkennt aber schließlich, dass es sich um Klas handelt. Nobban und Göran beschließen auch die anderen Mädchen zu erschrecken und so zu tun als sei Klas der gesuchte Raubmörder. Dafür verkleidet er sich und nimmt sogar einen alten kaputten Revolver.
Die Mädchen belauschen jedoch den Plan. Unbemerkt von den Anderen gehen sie ins Haus. Sie planen Klas einen Denkzettel zu verpassen. Lena meint, dass sie die Polizei kontaktieren könnten, um zu sagen, dass sie jemanden, der genau wie der Raubmörder aussieht, in der Nähe des Hauses gesehen haben. Gesagt getan. Nun hoffen die beiden, dass die Polizei sich auf den Weg macht und Klas Ärger bekommt. Derweil verstecken sich die Jungs im Holzschuppen und Nobban geht ins Geschäft. Lena und Monika hingegen bleiben allein im Haus.
Plötzlich klopft es an der Tür. Herein kommt der echte Fritjof Karlsson-Rask-Fagerlund, der gesuchte Raubmörder. Er bedroht Lena und Monika mit einer Waffe. Diese glauben jedoch, dass es sich um Klas handelt und machen sich über den Raubmörder lustig. Erst als die beiden plötzlich dessen Muttermal sehen, erkennen sie, wen sie vor sich haben.
Der Raubmörder droht zu schießen. Monika und Lena können jedoch fliehen. Kurz darauf schneidet Fagerlund das Telefonkabel durch. Dann kommt Klas ins Haus. Er ist erschrocken, dass er dort auf den Raubmörder trifft und fragt ihn, was er mit Monika und Lena gemacht hat. Bevor dieser antworten kann, treffen Oberwachtmeister Blomkvist und Wachtmeister Alfredsson in dem Haus ein.
Die Polizisten denken, dass Klas der Raubmörder ist. Auch als Klas versichert, dass er nicht Fagerlund ist, glauben sie ihm nicht. Sie legen ihm Handschellen an, während der echte Fagerlund entkommt. Erst als Nobban und Göran ins Haus kommen, können sie die Geschichte aufklären. Da das Telefon nicht mehr funktioniert, bitten die Polizisten Nobban zur nächsten Polizeiwache zu rennen, um dort Verstärkung zu rufen. Unterdessen rennen die Polizisten in den Wald, um Fagerlund zu fangen.
Göran ist nun allein im Haus. Da kommt plötzlich Fagerlund mit Lena und Monika durch die Tür. Er richtet seine Waffe auf die Mädchen und erklärt, dass der gesamte Wald von Polizisten wimmelt. Daher wird er die Mädchen als Geiseln mitnehmen und diese erst freilassen, wenn ihm seine Flucht gelungen ist. Auf Görans Bitte ihn anstatt der Mädchen als Geisel zu nehmen geht er nicht ein. Da schleicht sich plötzlich Nobban ganz leise mit einem Nudelholz an den Verbrecher heran. Sie schlägt ihn nieder und Göran nimmt ihm die Waffe ab. Kurz darauf kommen Blomkvist und Alfredsson herein und nehmen Fagerlund fest.
Hintergrund
Astrid Lindgren schrieb das Theaterstück in den 1940er Jahren. Es ist eine Krimikomödie. 1945 wurde die Geschichte veröffentlicht. 1950 wurde sie in dem Buch Sex Pjäser för barn och ungdom herausgebracht. Dieses erschien beim Verlag Rabén & Sjögren. Auch 60 Jahre nach Erstveröffentlichung wird das Stück noch immer auf schwedischen Theaterbühnen gezeigt. Außerdem wurde das Theaterstück in andere Sprachen übersetzt, zum Beispiel ins Dänische. Die Geschichte wurde nicht ins Deutsche übersetzt.
Rezeption
Martin Hellström von der Universität Linköping und Autor des Buches Pippi på scen: Astrid Lindgren och teatern findet, dass Astrid Lindgrens Stücke aus den 40er Jahren in den Schulen viel häufiger verwendet werden sollten. Er glaubt, dass die Jugendlichen aus dem Theaterstück für ihre Zeit sehr modern waren.

### Jag vill inte vara präktig
Jag vill inte vara präktig (Ich möchte nicht großartig sein) ist ein Theaterstück von Astrid Lindgren.
Charaktere
- Frau Arvidson
- Barbro Arvidson, die 18-jährige Tochter von Frau Arvidson
- Marianne Arvidson, die 20-jährige Tochter von Frau Arvidson
- Klas Arvidson, der 13-jährige Sohn von Frau Arvidson
- Fritiof af Kornick, Wissenschaftler

Handlung
Die Schwestern Barbro und Marianne leben zusammen mit ihrer Mutter und ihrem 13-jährigen Bruder in einem kleinen Haus. Die Familie ist arm und kann sich kaum etwas leisten. Deshalb beschließt Marianne auf eine Feier zu gehen und dort einen reichen Ehemann zu finden. Barbro versteht nicht, warum Marianne unbedingt einen reichen Ehemann haben möchte. Ihr sind andere Dinge wichtiger. Außerdem fühlt sie sich ungerecht behandelt, da sie im Haushalt helfen muss, während Marianne auf Männersuche geht. Auch Barbros Mutter hält zu Marianne. Sie glaubt durch Mariannes Hochzeit mit einem reichen Mann ebenfalls profitieren zu können.
Im Garten der Familie steht ein Runenstein. Deshalb übernachten häufig Wissenschaftler bei der Familie, um diesen zu erforschen. Gerade als Marianne und ihre Mutter ein Fest besuchen, trifft Archäologe Fritiof af Kornick ein. Er möchte die Runensteine im Garten der Familie erforschen und hatte mit Frau Arvidson abgesprochen, dass er in deren Gästezimmer bleiben kann. Jedoch trifft er nur auf Barbro. Die beiden unterhalten sich und verstehen sich sofort sehr gut. Da Barbro nicht auf dem Fest ist, sondern im Haus arbeitet, nennt Fritiof diese Aschenputtel. Barbro erklärt ihm, dass Aschenputtel nicht auf das Fest möchte.
Von nun an assistiert Barbro dem Wissenschaftler bei dessen Arbeiten. Abends sitzen sie zusammen auf der Bank und Fritiof schwärmt von ihren tollen Augen. Er sagt, dass er mit seinen wissenschaftlichen Arbeiten nie viel Geld verdienen würde und nicht gut für sie sorgen könnte. Barbro antwortet, dass sie nie einen reichen Mann heiraten wollte, der sie finanziert. Sie wollte und will noch immer auf eigenen Beinen stehen. Fritiof sagt, dass er froh ist auch als sehr armer Mann Chancen bei ihr zu haben. Klas belauscht die beiden und berichtet seiner Familie beim Frühstücken von dem Gespräch. Marianne und ihre Mutter wollen nicht, dass Barbro eine Beziehung mit einem armen Wissenschaftler wie Fritiof eingeht. Marianne macht sich darüber lustig, dass Barbro sich in so einen armen Mann verliebt hat.
Dann trifft plötzlich ein Brief von Lillemor ein. Dieser schreibt Marianne, dass sie mit Fritiof einen reichen Mann im Haus habe. Er stamme aus einer sehr wohlhabenden Brauereifamilie und besitze Millionen, habe sich jedoch für die Wissenschaft entschieden. Marianne solle ihre „Lebenschance“ nutzen und sich diesen Mann schnappen. Marianne beschließt Fritiof dazu zu bringen sich in sie zu verlieben. Barbro gibt vor, dass ihr das nichts ausmachen würde. Allerdings geht es richtig schlecht. Abends, als sie sich eigentlich Felszeichnungen zusammen mit Fritiof ansehen will hat sie Kopfschmerzen. Daher begleitet Marianne den Wissenschaftler. Sie gibt vor sich für die Felszeichnungen zu interessieren.
Am nächsten Tag ist Barbro allein in der Küche während Marianne mit Fritiof unterwegs ist. Klas kommt herein. Er sagt, dass er sich um seine Schwester sorgt. Klas hat sie sehr gern und weiß, dass sie sich in Fridiof verliebt hat. Daher soll Barbro um Fridiof kämpfen, findet Klas. Jedoch erklärt Barbro, dass er sich bitte nicht einmischen soll. Sie glaubt, dass sie eh keine Chance bei Fridiof hat, da Marianne immer das bekommt, was sie will.
Einen Tag später spricht Fritiof Barbro an. Er fragt, warum sie ihm immer wieder aus dem Weg geht, während sie anfangs so nett zu ihm war. Barbro antwortet, dass sie nur nett zu ihm war, da sie sich als Gastgeberin um ihn kümmern musste. Nun sei Marianne an der Reihe.
Wenig später setzt Klas sich zu Fridiof. Er lässt diesen wissen, dass Barbro in ihn verliebt ist. Außerdem gibt er ihm den Brief von Lillemor. So erfährt Fridiof, dass Marianne ihn vermutlich wegen seines Geldes heiraten möchte. Trotzdem macht er ihr einen Heiratsantrag. Sie nimmt diesen freudestrahlend an. Wenig später erklärt Fridiof, dass er einen reichen Cousin mit dem gleichen Namen habe. Dieser sei auch Wissenschaftler, aber gleichzeitig Besitzer einer sehr wohlhabenden Brauerei. Das könnte Fridiof Marianne jedoch nicht bieten. Als Marianne das hört, wird sie plötzlich unsicher. Sie bittet um Bedenkzeit, um zu entscheiden, ob sie ihn wirklich heiraten möchte. Auf Fridiofs Nachfragen hin erklärt Marianne, dass sie ihn anfangs wirklich nur des Geldes wegen angesprochen habe. Inzwischen habe sie sich jedoch in ihn verliebt. Sie habe immer einen reichen Mann gewollt, doch nun könne sie sich auch eine Ehe mit ihm vorstellen, auch ohne das Geld. Allerdings wisse sie auch, welchen Lebensstil sie aufgeben müsste und habe deshalb um Bedenkzeit gebeten. Sie habe auch festgestellt, dass sie ihn zwar liebe, er sie aber nicht und es auch nie tun würde. Deshalb brauche sie nun doch keine Bedenkzeit mehr. Sie werde lernen müssen sich zu entlieben. Fridiof sagt, dass die Konversation ganz anders gelaufen sei, als er es sich vorgestellt habe und es ihm leidtue. Schließlich fragt Marianne, ob Fridiof Barbro liebt, was dieser bejaht.
Als Marianne das Zimmer verlässt, kommt Barbro herein. Fridiof macht dieser einen Heiratsantrag. Diese zögert den Heiratsantrag anzunehmen. Sie möchte keinen reichen Mann heiraten. Es war ihr immer zuwider ihrer Schwester und ihrer Mutter zuzuhören, wenn diese über reiche Männer sprachen. Außerdem befürchtet sie die Leute könnten denken, sie habe Fritiof nur seines Geldes wegen geheiratet. Schließlich stimmt sie einer Hochzeit zu. Fritiof erklärt ihr nun, dass er tatsächlich nicht viel Geld habe, sondern nur sein Gehalt von dem Museum bekomme, bei dem er arbeiten würde. Er berichtet ihr von seinem reichen Cousin mit demselben Namen. Barbro ist erleichtert und berichtet Fritiof von ihrem Plan Krankenschwester zu werden.
Hintergrund
Astrid Lindgren schrieb das Theaterstück in den 1940er Jahren. 1950 wurde es erstmals in dem Buch Sex Pjäser för barn och ungdom herausgebracht. Dieses erschien beim Verlag Rabén & Sjögren. Die Geschichte wurde unter anderem ins Russische, aber nicht ins Deutsche übersetzt.
Rezeption
Martin Hellström von der Universität Linköping und Autor des Buches Pippi på scen: Astrid Lindgren och teatern findet, dass Astrid Lindgrens Stücke aus den 40er Jahren in den Schulen viel häufiger verwendet werden sollten. Er glaubt, dass die jungen Erwachsenen aus dem Theaterstück für ihre Zeit sehr modern waren.

### Snövit
Snövit (Schneewittchen) ist ein Theaterstück von Astrid Lindgren.
Charaktere
- Snövit
- Königin Sandra
- Prinz Gudmund av Burgund
- Hofdame Matilda
- Hubert Jägare
- eine Katze
- Elfen
- Zauberer
- Zwerge
  - Puck
  - Muck
  - Mack
  - Jack
  - Pim
  - Tim
  - Lille Tom

Handlung
Die Königin Sandra ist eifersüchtig auf ihre Stieftochter Snövit. Diese ist wunderschön und wird täglich noch schöner. Sobald Snövit einen Prinzen heiratet, wird Snövit die Königin des Landes und löst Königin Sandra ab. Königin Sandra hat dann nichts mehr zu melden, was sie unbedingt verhindern möchte.
Eines Tages kommt Prinz Gudmund av Burgund zu Besuch. Die Königin versucht zu verhindern, dass dieser sich in Snövit verliebt. Daher beauftragt sie einen Zauberer Schneewittchen in ein kleines, dummes Mädchen zu verwandeln. Trotzdem verlieben sich der Prinz und Snövit ineinander. Sie möchten sogar heiraten. Nun weiß Königin Sandra nur noch einen Ausweg. Sie fragt nach dem Jäger und bittet diesen Snövit zu töten. Als der Jäger ablehnt, droht die Königin dessen ganze Familie, einschließlich seiner Kinder, töten zu lassen. So geht der Jäger schließlich mit Snövit in den Wald. Snövit kann den Jäger überzeugen dort keine Tiere zu töten, denn die Tiere sind auch traurig, wenn eines ihrer Jungen, oder ihre Eltern sterben. Der Jäger kann auch Snövit nicht töten. Snövit möchte zurück zum Schloss, aber der Jäger sagt, sie kann nicht dorthin, weil die Königin sonst seine Kinder tötet. Er kann auch nicht mit ihr im Wald bleiben, da er der Königin von seiner vermeintlichen Tat berichten muss. Daher bleibt die verzweifelte Snövit allein im Wald zurück.
Wenig später kommt Snövit an ein Waldhäuschen. Sie geht hinein, nimmt sich etwas zu essen und legt sich ins Bett. Abends kommen die Bewohner des Hauses, die sieben Zwerge, von ihrer Arbeit in der Kupfermine zurück. Als sie Snövits Geschichte hören, nehmen sie diese freundlich auf. Sie warnen sie jedoch vorsichtig zu sein, wenn sie arbeiten sind und niemandem die Tür zu öffnen.
Als die Königin durch ihren Zauberspiegel erfährt, dass Snövit noch am Leben ist und bei den sieben Zwergen wohnt, beschließt sie dorthin zu gehen und Snövit eigenhändig zu töten. Sie bittet den Zauberer sie in einen alten Mann zu verwandeln und ihr einen wunderschönen Apfel zu machen, der jedoch tödlich giftig ist. Dann macht sie sich auf den Weg zu Snövit. Sie kann Snövit überzeugen den Apfel zu essen, wonach diese reglos zu Boden sinkt. Danach verschwindet die Königin.
Wenig später tragen die Zwerge Snövit auf einer Bahre durch den Wald. Prinz Gudmund reitet vorbei. Er hat Snövit schon überall gesucht und ist entsetzt, als er diese reglos auf der Bahre liegen sieht. Der Prinz schüttelt sie und ruft, dass sie aufwachen soll. Da öffnet Snövit ihre Augen. Sie lebt. Der Prinz und die sieben Zwerge sind überglücklich. Als Snövit dem Prinzen erzählt, was passiert ist, ist dieser entsetzt. Er erklärt, dass sie zusammen zum Schloss zurückreiten sollen, da Snövit nun die Königin ist. Königin Sandra hat ausgedient.
Unterdessen regt sich in der Stadt Widerstand gegen die Königin. Die Leute ahnen, dass die Königin für das Verschwinden von Snövit verantwortlich ist und wollen sie loswerden. Der Jäger sagt, dass die Königin fliehen soll, da ihr Volk sie nicht mehr als Königin akzeptiere. Gerade als die Königin sagt, dass Snövit tot ist und sie deshalb die einzige Königin ist, kommt Snövit mit dem Prinzen hereingeritten. Die Leute jubeln Snövit zu: „Unsere Königin“. Während die Königin entsetzt ist, ist der Jäger überglücklich, dass Snövit lebt. Er entschuldigt sich bei dieser sie allein im Wald zurückgelassen zu haben. Snövit wird zur neuen Königin ernannt während Königin Sandra allein aus dem Königreich fliehen muss.
Hintergrund
Astrid Lindgren schrieb das Theaterstück in den 1940er Jahren. Das Drehbuch orientiert sich an der Geschichte von den Brüdern Grimm. 1950 wurde es erstmals in dem Buch Sex Pjäser för barn och ungdom herausgebracht. Dieses erschien beim Verlag Rabén & Sjögren. Auch 60 Jahre nach Erstveröffentlichung wird das Stück noch immer auf schwedischen Theaterbühnen gezeigt. 2018 wurde von der Astrid Lindgren-sällskapets das Buch Snövit herausgebracht, das das Theaterstück enthält. Das Theaterstück ist ungefähr 90 Minuten lang. Die Geschichte wurde nicht ins Deutsche übersetzt.
Astrid Lindgrens erstes Buch Snövit Barnens Julkalender enthielt eine Geschichte über Schneewittchen. Lindgren bekam das Buch im Jahr 1911 geschenkt. Auf dem Cover war ein Bild von Jenny Nyström zu sehen. Nyström hatte Schneewittchen gezeichnet. Diese hatte lange schwarze Haare und eine kleine rote Mütze. Astrid Lindgren liebte dieses Buch und las es immer wieder. Schließlich hat sie die Geschichten auswendig gelernt. Ihr Buch inspirierte Lindgren dazu ein Theaterstück über Snövit zu schreiben.
Rezeption
Turun Sanomat lobt das Theaterstück von Astrid Lindgren. Anders als in der Geschichte der Brüder Grimm, in der Schneewittchen als zerbrechlich und verletzlich dargestellt werde, handele es sich bei Snövit um eine willensstarke, selbstbewusste Frau. Diese wisse genau was sie wolle, nämlich den Prinzen Gudmund. Als die Königin von ihr verlange sich an ihrem 15. Geburtstag kindlicher zu kleiden, verhalte sich Snövit demonstrativ, wie eine Sechsjährige um ihrer Stiefmutter zu trotzen. In der Geschichte würden genügend interessante Dinge geschehen, um selbst die kleinsten Zuschauer glücklich zu machen.

### Jul hos Pippi Långstrump
Jul hos Pippi Långstrump (Weihnachten bei Pippi Langstrumpf) ist ein Theaterstück von Astrid Lindgren.
Charaktere
- Pippi Långstrump
- Tommy: Pippis bester Freund und Bruder von Annika
- Annika: Pippis beste Freundin und Schwester von Tommy
- Lur-Pelle: ein Bösewicht, der freundlich wird

Handlung
Pippi schmückt ihren Weihnachtsbaum. Wenig später kommen Tommy und Annika zu Besuch und essen gemeinsam Kuchen. Tommy ist ganz überrascht eine Falukorv-Wurst auf Pippis Weihnachtsbaum zu sehen, doch Pippi hält diese für einen ganz normalen Weihnachtsschmuck. Dann suchen Tommy und Annika ihre Weihnachtsgeschenke. Annika erhält eine Puppe, während Tommy sich über ein Spielzeugauto freut. Pippi hingegen bekommt von Tommy und Annika eine Gummimaske mit einem Gespenstergesicht geschenkt, die sie gleich draußen ausprobieren möchte. Als Tommy und Annika jedoch erzählen, dass sie von ihrer Lehrerin gehört haben, dass viele Kinder auf der Welt nicht genug zu essen haben, möchte Pippi zunächst diesen Kindern helfen. Sie sucht ihr Gold zusammen und steckt es in ihren Rucksack, um es den Kindern zu geben. So könnten sich diese alles, was sie brauchen, kaufen. Pippi stellt sich einen Jungen namens Oskar vor, der nichts zu essen hat und hat großes Mitleid mit diesem. Da hören die drei Freunde, wie jemand um Pippis Villa herum schleicht. Es ist Lur-Pelle, der Pippis Rucksack mit dem Gold stehlen möchte. Pippi erschreckt diesen mit der Gespenstermaske. Als Lur-Pelle jedoch von den armen, hungrigen Kindern hört, möchte er diesen auch etwas Gutes tun und holt zehn Cent aus seiner Tasche. Diese gibt er Pippi, damit sie das Geld an die armen Kinder weiterleiten kann. Dann feiern Pippi, Tommy, Annika und Lur-Pelle gemeinsam Weihnachten. Sie tanzen zusammen um den Weihnachtsbaum und singen selbst gedichtete Weihnachtslieder. Danach wird auch das Publikum gebeten genauso großzügig wie Lur-Pelle zu sein und auch etwas für die Kinder auf der Welt zu spenden, denen es nicht so gut geht.
Hintergrund
Astrid Lindgren schrieb das Theaterstück in den 1960er Jahren. Das Stück ist ungefähr 30 Minuten lang. 1968 wurde es erstmals in dem Buch Pjäser för barn och ungdom. Andra Samlingen herausgebracht. Dieses erschien beim Verlag Rabén & Sjögren. Die Geschichte wurde nicht ins Deutsche übersetzt.

### Pippi Langstrumpfs Abenteuer: Lustspiel für Kinder in vier Akten(Pippi Långstrumps liv och leverne)
Pippi Langstrumpfs Abenteuer: Lustspiel für Kinder in vier Akten (Pippi Långstrumps liv och leverne) ist ein Theaterstück von Astrid Lindgren.
Charaktere
- Pippi Långstrump
- Tommy
- Annika
- Polizist Karlsson
- Polizist Larsson
- Fräulein
- Frau Granberg
- Frau Alexandersson
- Frau Settergren
- Dunderkarlsson
- Blom
- Papa Efraim Långstrump
- Schulkinder

Handlung
Pippi Långstrumps lebt allein mit ihrem Pferd und ihrem Affen in der Villa Villa Kunterbunt. Sie macht viele Streiche. So taucht sie ihren Kopf in einen Kuchen oder wird von der Polizei verfolgt.
Hintergrund
Astrid Lindgren schrieb das Theaterstück in den 1940er Jahren. Im Frühling 1946 war das Theaterstück zum ersten Mal auf der Bühne zu sehen. Inszeniert wurde es von Lindgrens Freundin Elsa Olenius, einer Pionierin im Kindertheater. Die Uraufführung fand im Vår Teater in Stockholm statt. 1950 wurde es in dem Buch Sex Pjäser för barn och ungdom herausgebracht. Dieses erschien beim Verlag Rabén & Sjögren. Auch 60 Jahre nach Erstveröffentlichung wird das Stück noch immer auf schwedischen Theaterbühnen gezeigt. In Deutschland wurde das Theaterstück 1973 unter dem Titel Pippi Langstrumpfs Abenteuer: Lustspiel für Kinder in vier Akten vom Chronos Verlag als Buch herausgebracht.

### Pippi Langstrumpf – Musical(Pippi Långstrump)
Das Musical Pippi Langstrumpf wurde Anfang der 1980er Jahre von Astrid Lindgren verfasst. Siw Malmkvist spielte die Hauptrolle der Pippi Langstrumpf. Die Geschichte orientiert sich an dem Pippi Langstrumpf Roman.
Charaktere
- Pippi Langstrumpf (Siw Malmkvist)
- Tommy (Bengt Stenberg/Niklas Rygert)
- Annika (Pernilla Wahlgren/Nadja Sandberg)
- Fräulein Prysselius (Meg Westergren)
- Mutter Settergren (Helena Kallenbäck)
- Kapitän Langstrumpf (Kent Malmström)
- Donner-Karlsson (Ulf Brunnberg)
- Blom (Sune Mangs)
- Klang (Hans Wahlgren)
- Kling (Gunilla Åkesson)
- der starke Adolf (Håkan Westerlund)
- Zirkusdirektor (Ivar Wahlgren)
- Lehrerin (Christina Schollin)

Lieder
- Snäll och lydig, hel och ren (Text: Astrid Lindgren, Musik: Georg Riedel)
- Världens starkaste tjej (Text: Astrid Lindgren, Musik: Georg Riedel)
- Tror du inte jag kan dansa schottis? (Text: Astrid Lindgren, Musik: Georg Riedel)
- Pappa var är du? (Text: Astrid Lindgren, Musik: Georg Riedel)
- Pluttifikation (Varför ja’nte kan nå’n) (Text: Astrid Lindgren, Musik: Georg Riedel)
- Hej-hå! (Text: Astrid Lindgren, Musik: Georg Riedel)
- Farväl, farväl (Text: Astrid Lindgren, Musik: Georg Riedel)

Hintergrund
In den 1980er Jahren schrieb Astrid Lindgren ein Musical über Pippi Langstrumpf. Sie wollte unbedingt, dass Siw Malmkvist die Rolle der Pippi Langstrumpf spielt. Siw Malmkvist fühlte sich, mit damals 43 Jahren, zu alt für diese Rolle und lehnte zunächst ab. Da Astrid Lindgren jedoch erklärte, dass es ohne Malmkvist kein Pippi Musical geben würde, stimmte Malmkvist zu. Von 1980 bis 1981 war das Musical im Folkan in Stockholm zu sehen. Danach gab es eine Tournee durch die Folkparks in Schweden. Das Musical wurde ins Deutsche übertragen von Silke von Hacht. Die Regie im Musical führte Staffan Götestam. Viele der Lieder aus dem Musical wurden von Astrid Lindgren ausschließlich für das Musical verfasst. Nur wenige Lieder wie Här kommer Pippi Långstrump oder Sov alla stammen aus Pippi Langstrumpf Verfilmungen. Noch im Jahr 1980 wurde das Album Pippi på Folkan veröffentlicht, auf dem das Musical zu hören ist. Außerdem wurde das Musical für Sveriges Television aufgezeichnet und im Fernsehen ausgestrahlt.

### Weitere Theaterstücke
Außerdem schrieb Astrid Lindgren Drehbücher für die Stücke
- Rasmus, Pontus och Toker, deutsch: Rasmus, Pontus und der Schwertschlucker: Komödie in acht Aufzügen, ins Deutsche übertragen von Senta Kapoun
- Rasmus på luffen, deutsch: Rasmus und der Landstreicher Theaterstück in sieben Aufzügen, ins Deutsche übertragen von Senta Kapoun
- Pippi Långstrump, deutsch: Pippi Langstrumpf: bearbeitet für die Bühne, ins Deutsche übertragen von Silke von Hacht
- Mästerdetektiven Blomkvist, deutsch: Meisterdetektiv Blomquist, ins Deutsche übertragen von Silke von Hacht
- Karlsson på taket: hemskt drama i två akter, deutsch: Karlsson vom Dach: unheimliches Drama in zwei Akten, ins Deutsche übertragen von Senta Kapoun
- Mio, min Mio, deutsch: Mio, mein Mio, ins Deutsche übertragen von Anna-Liese Kornitzky[63]
- Emil i Lönneberga, deutsch: Michel in der Suppenschüssel, ins Deutsche übertragen von Anna-Liese Kornitzky[64]
- Ingen rövare finns i skogen
- Storasyster och lillebror
- Kalas i Lönneberga[65]

Diese Geschichten wurden alle sowohl im Theater aufgeführt, als auch verfilmt und in Buchform veröffentlicht. Einige der Theaterstücke von Astrid Lindgren wurden beim Chronos Verlag veröffentlicht.
1986 wurde das deutschsprachige Buch Kindertheaterstücke herausgebracht. Es erschien beim Oetinger Verlag und enthält folgende Werke: Pippi Langstrumpf (Pippi Långstrump), Karlsson vom Dach (Lillebror och Karlsson på taket), Mio, mein Mio (Mio, min Mio) und Michel in der Suppenschüssel (Emil i Lönneberga).

## Bücher
Schwedische Bücher (die folgenden Drehbücher wurden allesamt von Lindgren verfasst)
- Huvudsaken är att man är frisk (Lindfors: 1945, Übersetzungen ins Dänische, Isländische)
- Pippi Långstrumps liv och leverne: Teaterpjäs för barn (Rabén & Sjögren: 1946, Übersetzungen ins Dänische, Norwegische, Deutsche)
- Mästerdetektiven Blomkvist: Teaterpjäs för barn (Rabén & Sjögren: 1948)
- Sex pjäser för barn och ungdom (Rabén & Sjögren: 1950, Sechs Kindertheaterstücke: Pippi Långstrumps liv och leverne, Mästerdetektiven Blomkvist, Huvudsaken är att man är frisk, En fästmö till låns, Jag vill inte vara präktig, Snövit)
- Spela teater : Pjäser och anvisningar för skolor  (Rabén & Sjögren: 1950, Zwei Kindertheaterstücke: Storasyster och lillebror, Mästerdetektiven Blomkvist)
- Serverat, Ers Majestät!  (Rabén & Sjögren: 1955, herausgegeben von Elsa Olenius, drei Kindertheaterstücke: Serverat, Ers Majestät!, Mästerdetektiven Kalle Blomkvist: För kasperteater två korta akter, Pippi Långstrump)
- Spelet kan börja: pjäser för barn  (Rabén & Sjögren: 1957, herausgegeben von Elsa Olenius, zwei Kindertheaterstücke: Ingen rövare finns i skogen, Kalle Blomkvist, Nisse Nöjd och Vicke på Vind)
- Pjäser för barn och ungdom - första samlingen (Rabén & Sjögren: 1959, Fünf Kindertheaterstücke: Pippi Långstrumps liv och leverne, Mästerdetektiven Blomkvist, Huvudsaken är att man är frisk, En fästmö till låns, Jag vill inte vara präktig)
- Pjäser för barn och ungdom - andra samlingen (Rabén & Sjögren: 1968, Sechs Kindertheaterstücke: Ingen rövare finns i skogen; Jul hos Pippi Långstrump; Serverat, Ers Majestät!; Rasmus, Pontus och Toker; Rasmus på luffen; Kalle Blomkvist, Nisse Nöjd och Vicke på Vind, 1968)
- Karlsson på taket: hemskt drama i två akter (Riksteatern: 1969)
- Teaterantologi Del 1 - Kom så spelar vi teater!  (LiberLäromedel/Hermod: 1980, Kindertheaterstück: Karlsson på taket)
- Teaterantologi Del 2 - Pjäser för skola och scen  (LiberLäromedel/Hermod: 1980, Kindertheaterstück: Mio, min Mio)
- Barnteater i en akt (LiberFörlag: 1984, Kindertheaterstück: Som dom gör i Amerika)
- Snövit (Astrid Lindgren-sällskapet: 2018)

Deutsche Bücher (enthält auch Bücher zu Theaterstücken, dessen Drehbuch nicht aus Lindgrens Feder stammt)
- Meisterdetektiv Blomquist: ein Spiel für Kinder um Gauner, Juwelen und einen großen Detektiv; nach Astrid Lindgrens Buch Meisterdetektiv Blomquist für die Bühne bearbeitet (basierend auf: Mästerdetektiven Blomkvist, deutsch 1970, Chronos Verlag, Paul Johannes Schindler)
- Pippi Langstrumpfs Abenteuer ein lustiges Spiel in 5 Bildern für die Bühne bearbeitet (basierend auf: Pippi Langstrumpf, deutsch 1970, Chronos Verlag, Paul Johannes Schindler)
- Mio, mein Mio Märchenoper; nach dem gleichnamigen Buch von Astrid Lindgren (basierend auf: Mio, min Mio, deutsch 1972, Chronos Verlag, Gerda Bächli, Constantin Regamey)
- Pippi Langstrumpfs Abenteuer: Lustspiel für Kinder in vier Akten (Pippi Långstrumps liv och leverne, deutsch 1973, Chronos Verlag)
- Rasmus, Pontus und der Schwertschlucker: Komödie in acht Aufzügen (Rasmus, Pontus och Toker, deutsch 1976, Chronos Verlag, übersetzt von Senta Kapoun)
- Karlsson vom Dach: unheimliches Drama in zwei Akten (Karlsson på taket: hemskt drama i två akter, deutsch 1970, Chronos Verlag, übersetzt von Senta Kapoun)
- Meisterdetektiv Kalle Blomquist: nach dem gleichnamigen Buch für die Bühne bearbeitet (basierend auf: Mästerdetektiven Blomkvist, deutsch 1975, Chronos Verlag, Eberhard Möbius)
- Rasmus und der Landstreicher Theaterstück in sieben Aufzügen (Rasmus på luffen, deutsch 1975, Chronos Verlag, übersetzt von Senta Kapoun)
- Pippi Langstrumpf: bearbeitet für die Bühne (Pippi Långstrump, deutsch 1981, Chronos Verlag, übersetzt von Silke von Hacht)
- Mio, mein Mio (Mio, min Mio, deutsch 1979, Chronos Verlag, übersetzt von Anna-Liese Kornitzky)
- Kindertheaterstücke (Oetinger Verlag: 1986, Vier Kindertheaterstücke): Pippi Langstrumpf (Pippi Långstrump), Karlsson vom Dach (Lillebror och Karlsson på taket), Mio, mein Mio (Mio, min Mio) und Michel in der Suppenschüssel (Emil i Lönneberga).